# Cramans
Cramans és un municipi francès situat al departament del Jura i a la regió de Borgonya - Franc Comtat. L'any 2017 tenia 524 habitants.

## Demografia

### Població
El 2007 la població de fet de Cramans era de 473 persones. Hi havia 198 famílies de les quals 71 eren unipersonals (32 homes vivint sols i 39 dones vivint soles), 72 parelles sense fills i 55 parelles amb fills.
La població ha evolucionat segons el següent gràfic:
Habitants censats

### Habitatges
El 2007 hi havia 242 habitatges, 199 eren l'habitatge principal de la família, 35 eren segones residències i 8 estaven desocupats. 197 eren cases i 40 eren apartaments. Dels 199 habitatges principals, 136 estaven ocupats pels seus propietaris, 55 estaven llogats i ocupats pels llogaters i 8 estaven cedits a títol gratuït; 5 tenien una cambra, 12 en tenien dues, 29 en tenien tres, 47 en tenien quatre i 107 en tenien cinc o més. 149 habitatges disposaven pel capbaix d'una plaça de pàrquing. A 87 habitatges hi havia un automòbil i a 75 n'hi havia dos o més.

### Piràmide de població
La piràmide de població per edats i sexe el 2009 era:
| Homes | Edats   | Dones |
| ----- | ------- | ----- |
| 0     | 95 o +  | 0     |
| 8     | 90 a 94 | 0     |
| 0     | 85 a 89 | 12    |
| 4     | 80 a 84 | 4     |
| 4     | 75 a 79 | 12    |
| 8     | 70 a 74 | 20    |
| 16    | 65 a 69 | 16    |
| 8     | 60 a 64 | 12    |
| 4     | 55 a 59 | 8     |
| 12    | 50 a 54 | 8     |
| 20    | 45 a 49 | 4     |
| 20    | 40 a 44 | 12    |
| 12    | 35 a 39 | 24    |
| 16    | 30 a 34 | 4     |
| 24    | 25 a 29 | 24    |
| 4     | 20 a 24 | 16    |
| 12    | 15 a 19 | 4     |
| 12    | 10 a 14 | 24    |
| 4     | 5 a 9   | 20    |
| 4     | 0 a 4   | 4     |

## Economia
El 2007 la població en edat de treballar era de 294 persones, 199 eren actives i 95 eren inactives. De les 199 persones actives 184 estaven ocupades (97 homes i 87 dones) i 15 estaven aturades (8 homes i 7 dones). De les 95 persones inactives 37 estaven jubilades, 16 estaven estudiant i 42 estaven classificades com a «altres inactius».

### Ingressos
El 2009 a Cramans hi havia 190 unitats fiscals que integraven 433 persones, la mediana anual d'ingressos fiscals per persona era de 17.103 €.

### Activitats econòmiques
Dels 15 establiments que hi havia el 2007, 4 eren d'empreses de fabricació d'altres productes industrials, 3 d'empreses de construcció, 1 d'una empresa de comerç i reparació d'automòbils, 1 d'una empresa d'hostatgeria i restauració, 4 d'empreses de serveis i 2 d'empreses classificades com a «altres activitats de serveis».
Dels 3 establiments de servei als particulars que hi havia el 2009, 1 era un paleta, 1 guixaire pintor i 1 fusteria.
L'any 2000 a Cramans hi havia 22 explotacions agrícoles que ocupaven un total de 336 hectàrees.

## Equipaments sanitaris i escolars
El 2009 hi havia una escola elemental.

## Poblacions més properes
El següent diagrama mostra les poblacions més properes.